# قضاعة (قبيلة)
قضاعة قبيلة عربية قديمة اختلف النسابة في نسبها فنسبوهم لحمير ومنهم من نسبوهم إلى معد.

## القبائل التي تنسب لقضاعة
من القبائل التي تنتسب إلى قضاعة:
- خولان.[5]
  - قبيلة حرب[6]
    - قبيلة المسارحة (بني مسروح)[7]
- سنحان.
- بني عذرة كانت تاريخيا تنتشر في وادي القرى بالحجاز وتدين باليهودية قبل الإسلام.
- المهرة تنتشر في جزيرة سقطرى وظفار ومحافظة المهرة.
- قبيلة نهد إحدى قبائل حضرموت.
- قبيلة وصاب.
- جهينة قبيلة حجازية ما زالت منتشرة في الحجاز، ولهم وجود في شبة جزيرة سيناء والنقب.
- بلي قبيلة حجازية معاصرة في العلا والوجه ولهم تواجد في سيناء والنقب.
- كلب إحدى قبائل دومة الجندل القديمة شمال الجزيرة العربية ويتفرع منهم الشرارات.

## نسب قضاعة
والدة قضاعة هي: مغالة وقيل معانة بنت جوشم بن جلهمة بن عامر بن عوف بن عدي بن دب بن جرهم. أما نسب قضاعة فقد اختلف أهل الأنساب حوله على قولين في العصر الأموي بسبب العوامل السياسية والقبلية التي أحدثتها ظروف تلك الفترة:

### القول بحميرية قضاعة
ويرى أصحاب هذا القول أن قضاعة هو: قضاعة بن مالك بن عمرو بن مرة بن زيد بن مالك بن حمير بن سبأ بن يشجب بن يعرب بن قحطان، وقال بعضهم هو: قضاعة بن مالك بن حمير بن سبأ.
ومن الأدلة التي استند عليها أهل هذا القول:
- قول الصحابي عمرو بن مرة الجهني القضاعي في شعره:[10]

- قول أفلح بن يعبوب التغلبي القضاعي:[11]

- قول عامر بن عبيلة البلوي القضاعي:[11]

- حديث عقبة بن عامر الجهني رواه جرير بن حازم عن ابن لهيعة عن معروف بن سويد عن أبي عشانة المعافري عن عقبة بن عامر الجهني في حديث ذكره قال قلت يا رسول الله: «أما نحن من معد؟» قال:«لا» قلت: «من نحن»، قال: «أنتم قضاعة بن مالك بن حمير».[12]
- حديث عمرو بن مرة الجهني القضاعي قال كنت عند النبي صلى الله عليه وسلم جالسا فقال: " من كان ها هنا من معد فليقم" فقمت فقال: " اجلس "، فجلست ثم قال: " من كان ها هنا من معد فليقم"، فقمت فقال: " اجلس" فجلست فقلت: " مم نحن؟" فقال: " أنتم ولد قضاعة بن مالك بن حمير".[13] وقال عمرو: "فكتمت هذا الحديث حتى كان أيام معاوية بن أبي سفيان فبعث إلي فقال يا عمرو: "هل لك أن ترقى المنبر وتقول إن قضاعة بن معد بن عدنان إلى أن أطعمك خراج عراقين"، فقلت له:" نعم" قال فنادى فاجتمع الناس فجاء حتى صعد المنبر فقال: " أيها الناس من عرفني فقد عرفني ومن لم يعرفني فأنا عمرو بن مرة الجهني وأن معاوية دعاني إلى أن أقول إن قضاعة بن معد بن عدنان ألا قضاعة بن مالك بن حمير النسيب المعروف غير المنكر"، ثم نزل فقال له معاوية: " إيه عنك يا غدر إيه عنك يا غدر" فقال عمرو: " هو ما رأيت يا أمير المؤمنين"، قال فجاء زهير بن عمرو بن مرة فقال: "يا أبت ما كان عليك لو أطعت أمير المؤمنين وأطعمك خراج العراقين "، فأنشأ عمرو يقول:

### القول بعدنانية قضاعة
ويرى أصحاب هذا القول أن قضاعة هو: قضاعة بن معد بن عدنان.
ومن الأدلة التي استند عليها أهل هذا القول:
- أن معد بن عدنان كان يكنى أبا قضاعة.[14]
- حديث هشام بن عروة، عن أبيه، عن عائشة قالت: قال رسول الله صلى الله عليه وسلم: «قضاعة بن معد، وكان به يكنى». وذكر أبو عمر بن عبد البر هذا الحديث في الإنباه عن هشام، عن أبيه، عن عائشة قالت: سمعت رسول الله صلى الله عليه وسلم يقول: «قضاعة بن معد كان بكر ولده وأكبرهم، وبه كان يكنى».[15]
- قول ابن الكلبي في كتابه جمهرة نسب العرب أن قضاعة من ولد معد بن عدنان وقد انتسبوا في حمير.[16] وقال بهذا القول ابن شهاب الزهري، وابن عبد البر ومحمد بن جرير الطبري، والسمعاني.
- قول ابن هشام الحميري صاحب كتاب السيرة النبوية:[10] « وكان قضاعة بكر معد الذي به يكنى فيما يزعمون، وقنص ابن معد، وإياد بن معد. فأما قضاعة فتيامنت إلى حمير بن سبأ بن يشجب بن يعرب بن قحطان فقالت اليمن وقضاعة: قضاعة ابن مالك بن حمير»
- قول ابن كثير في كتابه البداية والنهاية:[17] « وأما معد فولد له أربعة نزار وقضاعة وقنص وإياد وكان قضاعة بكره وبه كان يكنى وقد قدمنا الخلاف في قضاعة ولكن هذا هو الصحيح عند ابن إسحاق وغيره والله أعلم.»
- قول محمد بن سلام البصري النسابة:[18] «العرب ثلاث جراثيم: نزار، واليمن، وقضاعة» فقيل له: «فنزار أكثر أم اليَمن؟» فقال: «ما شاءت قضاعة أن تَمَعْدَدت فنزارُ أكثر، وإن تَيمنت فاليمن أكثر»، فقيل له: «فما هي عندك؟» فقال: «معدية لا شك فيه».
- قول الجواني في كتاب أصول الاحتساب:[19] « فجاءت بقضاعة على فراش مالك بن مرة فنسبته العرب إلى زوج أمه، وقيل إن اسم الجرهمية قضاعة فلما جاءت بولدها سمته باسمها، وقيل كان اسمه عمرا»
- قول السهيلي في كتابه الروض الآنف:[20] « فأما قضاعة فأكثر النسابين يذهبون إلى أن قضاعة هو ابن معد وهو مذهب الزبيريين وابن هشام، وقد روي من طريق هشام بن عروة عن عائشة عن النبي - صلى الله عليه وسلم - أنه سئل عن قضاعة، فقال هو ابن معد وكان بكره.»
- قول أبو البقاء الحلي في كتابه المناقب المزيدية في أخبار الملوك الأسدية:[21] « كان معد وولده أشراف العرب لم يكن أحد إلا يرى لهم فضلهم، وكان له من الولد عشرة أكبرهم قضاعة وبه كان يكنى»
- قول ابن قتيبة في كتابه المعارف:[22] « ولد معد بن عدنان ثمانية يذكر منهم أربعة تعرف أعقابهم قضاعة وأياد وقنص ونزار فأما قضاعة فصارت إلى اليمن إلى حمير فهي تعد من اليمن»
- قول عمرو بن جرير بن مغيث البلوي القضاعي في شعره:[21]

- قول لبيد بن ربيعة العامري الهوازني في شعره عن قبيلة كلب القضاعية:[23]

- قول زهير بن أبي سلمى المزني في شعره:[23]

- قول أحد الشعراء:[23]

- قول الملثم بن قرط البلوي القضاعي:[24]

- قول زهير بن جناب الكلبي القضاعي عن قبيلة نهد القضاعية:[11]

- قول زهير بن جناب الكلبي القضاعي:[11]

- قول جميل بن عبد الله بن معمر العذري القضاعي:[25]

- قول جميل بن عبد الله بن معمر العذري القضاعي:[25]

- قول جميل بن عبد الله بن معمر العذري القضاعي عن حبيبته بثينة بنت حبأ العذرية القضاعية:[11]

- قول زياد بن زيد العذري القضاعي:[11]

- قول أعشى بني ثعلبة:[15]

- قول مالك بن نويرة التميمي يمدح بني عدي بن جناب القضاعيين:[26]

- قول البلاذري في كتابه أنساب الأشراف عن خروج قضاعة من ولد معد في تهامة وتفرقها:[11] « وكان الحارث بن تميم بن سعد بن هذيل بن مدركة أجرى وعامر بن عبيلة فرسين لهما، فسبق فرس عامر. فمنعه الحارث سبقته، وقضاعة يومئذ بتهامة. فقال: يآل معد. فلم يجبه أحد فقال: والله لو كنت من معد لأجابني بعضهم. فهم قومه بالخروج. فكره بنو معد أن يخرجوا عنهم، ويصيروا إلى غيرهم؛ فأعطى عامر سبقته. ثم إن خزيمة بن نهد بن زيد، وكان يعشق فاطمة بنت يذكر بن عنزة بن أسد بن ربيعة بن نزار، خرج مع يذكر بن عنزة يطلبان القرظ، فوقعا على هوة فيها نحل. فقالا: هذه خير مما نطلب. فقال خزيمة، وكان بادنا: إن نزلت الهوة، لم تقدر على رفعي؛ وأنت نحيف وأنا قوي على رفعك من الهوة. فنزل يذكر، فجعل يجنى العسل ويناوله خزيمة. فلما فرغ، قال له: يا يذكر، زوجني فاطمة. فقال: ليس هذا بوقت تزويج. فتركه في البئر، وأتى قومه. فسألوه عنه. فقال: لا علم لي به. ووقع الشر بين بني معد وبني قضاعة. فكان أول من خرج عن معد من تهامة، جهينة وسعد هذيم ابنا زيد بن الأسود بن أسلم. فنزلا الصحراء. فسمتها العرب صحار. وخرجت بنو نهد عن معد، فنزل بعضها باليمن وبعضها الشأم. فالذين صاروا باليمن: مالك، وخزيمة، وصباح، وزيد، وأبو سود، ومعاوية، وكعب بنو نهد. والذين جاءوا إلى الشام: عامر، وهم في كلب بن وبرة، وعمرو، ودخلوا في كلب أيضاً؛ والطول؛ وبرة؛ وحزيمة؛ وحنظلة؛ وهو الذي يقال له " حنظلة بن نهد خير كهل في معد "؛ وأبان بن نهد، دخل في بني تغلب بن وائل.»
- قول أبي المنذر عن بلاد قضاعة:[27] « لما تفرقت الأمم عند تبلبل الألسن صار لعمرو بن معد بن عدنان، وهو قضاعة، لمساكنهم ومراعي أغنامهم جدة من شاطئ البحر وما دونها إلى منتهى ذات عرق إلى حيز البحر من السهل إلى الجبل، فنزلوا وانتشروا فيها وكثروا بها»
- قول الحارث بن قراد البهراني القضاعي وقيل جدي بن الدهاء القضاعي مفتخرا باسترجاعه أسرى بني تزيد بن حلوان القضاعيين من الترك:[11]

- قول أبي عمرو بن العلاء:[28] « لم تزل قضاعة معدية في الجاهلية، ثم تحولوا فقالوا: قضاعة بن مالك بن عمرو وذلك لأن بني مالك بن عمرو أخوتهم لأمهم»
- قول الخليفة الأموي عمر بن عبد العزيز لأخواله من قبيلة كلب القضاعية:[28] « إن على منكم لغضاضة. عضتكم حرب قوم، فانتفيتم من أبيكم، وأنتميتم إلى غيره، وكنتم أخوة قوم لأمهم، فصيرتم أنفسكم أخوتهم لأبيهم وأمهم»
- قول أحد شعراء قضاعة ينهى قومه عن اتباع عمرو بن مرة الجهني القضاعي في انتسابه لحمير وهو فيما يروى أول من قال بحميرية قضاعة:[28]

- قول الشرقي بن القطامي الكلبي القضاعي:[12] « لم تزل قضاعة على نسبها في معد في الجاهلية وأول الإسلام إلى أن أحدثت حلفا بينها وبين أهل اليمن أيام ابن الزبير وبني مروان وذلك في غارات عمير بن الحباب السلمي على كلب وغارات حميد بن حريث بن بجدل الكلبي على فزارة فلم تزل كلب واليمن يشدون ذلك الحلف ويحتجون بحديث عمرو بن مرة الجهني وكانت له صحبة وسابقة في الإسلام وطاعة في قومه فمالوا إلى قوله»
- قول مصعب الزبيري في كتابه نسب قريش:[29] « ولد معد بن عدنان: نزاراً، وقضاعة، وأمهما: معانة بنت جوشم بن جلهمة بن عامر بن عوف بن عدي بن دب بن جرهم. وقد انتسب قضاعة إلى حمير؛ فقالوا قضاعة بن مالك بن حمير بن سبأ، وأمه: عكبرة، امرأة من سبأ خلف عليها معد؛ فولدت قضاعة على فراش معد. وزوروا في ذلك شعراً، وأشعار قضاعة في الجاهلية وبعد الجاهلية تدل على أن نسبهم في معد.»
- قول ابن خلدون في تاريخه:[30] « وفي كتب الحكماء الاقدمين من يونان مثل بطليموس وهروشيوش ذكر القضاعيين والخبر عن حروبهم فلا يعلم أهم أوائل قضاعة هؤلاء وأسلافهم أو غيرهم وربما يشهد للقول بأنهم من عدنان وان بلادهم لا تتصل ببلاد اليمن وانما هي ببلاد الشأم وبلاد بنى عدنان والنسب البعيد يحيل الظنون ولا يرجع فيه إلى يقين»
- قول العرب في الجاهلية عن حنظلة بن نهد القضاعي:[31] « حنظلة بن نهد خير كهل في معد»
- قول نصر بن مزروع الكلبي القضاعي:[32] « أن قضاعة لم تزل متمسكة بنسبها إلى معد بن عدنان مقيمة على ذلك حتى مضى صدر الخلافة معاوية، فذكر لهم عمرو بن مرة بن عامر بن مالك بن رفاعة الجهني نسبا في اليمن. وكانت لعمرو بن مرة صحبة وسابقة في الإسلام وطاعة في قومه، ولم يكن أطيع فيما ذكره من ذلك - إن كان ذكره - ثم قال وقد رجع عما قال من ذلك. ثم إن قضاعة أحدثت بينها وبين اليمن بالشام حلفا في أيام فتنة أبن الزبير ومروان أبن الحكم، وأبنه عبد الملك وذلك في أيام إغارات عمير بن الحباب السلمي على كلب، وإغارات حميد بن حريث الكلبي على قيس عيلان، فلم تزل كلب واليمن يشددون ذلك الحلف ومالأهم عليه خالد بن يزيد بن معاويه خلافا لبني مروان، وقصدا لتوهين ملكهم، وتفريق أجماعة أهل الشام عنهم حتى كثر المنتسبون من قضاعة إلى حمير، ثم لم يستحكم ذلك حتى كانت غزوة مسلمة بن عبد الملك القسطنطينية، فأظهر العصيبة والتحامل على كلب، ووقع بين كلب وقيس في فرس لكلب سبق فرساً لقيس شرَّ. فأرادت قيس إن تحول بين كلب وفرسهم، فعظم الامر بينهم حتى زحف بعضهم إلى بعض، وأستبان لكلب ميل مسلمة وتحامله، وجساءتهم اليمن فاظهروا لهم الغضب، ورجعوا معهم وأرادوا بذلك أستمالتهم فأنصرفت كلب من غزوة القسطنطينية، وهي بأسرها تنتسب إلى مالك بن حمير وتنتفى من معد. فلم تزل قضاعة بعد غزوة القسطنطينية إلى اليوم مختلفين في أنسابهم، الا إن أهل العلم منهم، والتقوى والسباقة في الإسلام لم يستحسنوا قط، ولم يستحلوا إن ينتفوا من أبيهم معد بن عدنان، ثم كان خالد بن عبد الله القسري حين ولي العراق بعد ذلك يعين على فساد نسب قضاعة»
- قول جواد علي في كتابه المفصل في تاريخ العرب قبل الإسلام:[33] « وقضاعة بن معد، وقنص بن معد، وإياد بن معد. وجعلهم بعض آخر أكثر من ذلك، إذ أضافوا إلى المذكورين عبيد الرماح بن معد، وقد دخل أبناؤه في "بني مالك بن كنانة"، والضحاك بن معد، قالوا: أغار على بني إسرائيل، وقناصة بن معد، وسنامًا، وحيدان، وحيدة، وحيادة، وجنيدًا، وجنادة، والقحم، والعرف، وعوفًا، وشكًّا، وأمثال ذلك. وزعموا أن الإمارة كانت لقنص بعد أبيه على العرب، وأراد إخراج أخيه نزار من الحرم، فأخرجه أهل مكة، وقدموا عليه نزارًا. ويُخرج بعض أهل الأخبار "قضاعة" من صُلب معد، فيضيفها إلى القحطانيين، على حين نرى فريقًا آخر من النسابين ومن ورائهم القضاعيون يعدون أنفسهم من أقدم أبناء معد, فيقولون: قضاعة بن معد، وبه كان يكنى معد5، أي: إنهم أقدم أبناء معد, ويروون في ذلك شعرا من أشعار قضاعة في الجاهلية وبعد الجاهلية, وفي كل ذلك أثر التعصب القبلي الذي كان يتحكم في النفوس، ويظهر في النسب. ويذكر النسابون الذين يرجعون نسب قضاعة إلى حمير أنها من نسل قضاعة بن مالك بن حمير بن سبأ كما رأيت. ونرى "الكُميت" يعير قضاعة ويهجوها بانتمائها إلى اليمن, وادعائها أنها من "قضاعة بن مالك بن حمير"، وإنما هو "قضاعة بن معد بن عدنان. وقد شبهها بالرئال لمفارقتها نزارًا، وانتقالها إلى اليمن. ويشير اختلاف النسابين هذا في نسب قضاعة إلى اختلاط قبائل قضاعة بقبائل معد وبقبائل اليمن، فانتمى قسم منهم إلى معد، وقسم منهم إلى اليمن، ومن هنا وقع هذا الاختلاف. وأرى أن لاختلاط قبائل قضاعة في بلاد الشام وفي أماكن أخرى بقبائل ترجع نسبها إلى قحطان دخلًا في إدخال نسبها في اليمن. وقد يكون ذلك في العصر الأموي بصورة خاصة، حيث صار نزاع قيس وكلب، أي: نزاع عدنان واليمن نزاعا سياسيا عنيفا, قسم عرب بلاد الشام إلى جماعتين متباغضتين، تسعى كل جماعة لضم أكثر ما يمكن من القبائل إليها، ولا سيما القبائل القوية المهمة مثل قضاعة, فأدخلها اليمانيون لذلك فيهم وألحقوا نسبها باليمن. أما قضاعة الباقون الذين كانوا في أرضين أخرى، فلم يقع عليهم مثل هذا التأثير، وقد كانوا أكثر استقلالًا، وعلى اتصال متين بالعدنانيين؛ ولهذا أبوا إلحاق نسبهم بقحطان. وإذا غربلنا أخبار الأيام وبعض الروايات التي يرويها أهل الأخبار، فإننا نتوصل منها إلى أن قضاعة كانت قد اشتركت مع ربيعة ومعدّ في محاربة "يمن"؛ فقد ذكر مثلًا: أن "عامر بن الظرب العدواني" قاد ربيعة ومضر وقضاعة كلها "يوم البيداء" لليمن, حين تمذحجت على بني معد, وذكر أن "ربيعة بن الحارث بن زهير التغلبي" قاد مضر وربيعة وقضاعة يوم السلان إلى أهل اليمن، وأن ابنه "كليب بن ربيعة"، وهو "كليب وائل" قاد ربيعة ومضر وقضاعة يوم "خرازى" إلى اليمن. ولعل في هذه الأمثلة وفي غيرها تأييدًا لرأي غالب قضاعة وبقية النسابين الذين يرجعون نسب قضاعة إلى بني معد، أي: إنها كانت في حلف مع ربيعة ومضر، وهما من بني معد. ولما كانت ربيعة ومضر في نزاع مع اليمن، كانت قضاعة معهما في هذا النزاع»
- قول أبو عمرو في شعره:[34]

- قول الكميت بن زيد الأسدي في شعره:[34]

- قول الكميت بن زيد الأسدي في شعره:[35]

- قول محمد بن حبيب:[12] « إنما فسد نسب قضاعة بالحرب التي كانت بالشام أيام حميد بن حريث وعمير بن الحباب وذلك أن خالد بن يزيد قال لأخواله من كلب وكان مطاعا فيهم وهم سادة قضاعة أطيعوني وحالفوا اليمن وانتسبوا إليها فإنكم تدالون بذلك بني مروان ومن انحط في أهوائهم من قيس وغيرها فأطاعه بعضهم وعصاه آخرون فكان بعضهم يقول حالفنا اليمن وبعضهم يقول بل نحن منهم وكان أول من انتسب من قضاعة إلى مالك بن حمير الأفلح بن يعقوب»
- قول الشاعر جرير التميمي:

- قول الشاعر جرير التميمي:[36]

## قبائل قضاعة

القبائل القضاعية وبعض بطونها الرئيسية كما ذكر ابن حزم في كتابه جمهرة أنساب العرب.

كان لقضاعة ولد واحد هو إلحافي الحافي، لم يعقب لقضاعة ولد غيره. فولد الحافي بن قضاعة ثلاثة أولاد هم: عمران، وعمرو، وأسلُم «بضم اللام» وأمهم ابنة غافق بن الشاهد بن عك بن عدنان بن عبد الله بن الأزد.

### بنو عمرو بن إلحاف بن قضاعة
1. بنو حيدان بن عمرو بن الحافي بن قضاعة: وولد حيدان بن عمرو: مهرة بن حيدان، وتزيد بن حيدان، وعريب، وعريد، وجنادة. فولد مهرةُ بن حيدان: الآمريَّ، والدين، وندغيّاً. ودخل في المهرة أَشموس، وثغميَّ وهما من قبيلة الصدف. وبلاد مهرة في ناحية الشحر من اليمن، ببلاد العنبر، على ساحل البحر.
2. بنو بهراء بن عمرو بن الحافي بن قضاعة: منهم بنو هنب بن القين بن أهود بن بهراء، وبنو قاس وشبيب ابني دريم بن القين ومنهم صاحب النبي المقداد بن الأسود
3. بنو بلي بن عمرو بن الحافي بن قضاعة: وولد بلي بن عمرو: فران، وهنيء.[9]

### بنو أسلم بن الحافي بن قضاعة
ولد أسلم بن الحافي: سود بن أسلم. فولد سود بن أسلم: ليث، وحوتكة، بطن بمصر مع بني حميس بن جهينة؛ وإياس بن سود، وهم في بني لأي بن عذرة. فولد ليث بن سود بن أسلم بن الحافي: زيد. فولد زيد بن ليث بن سود بن أسلم بن الحافي بن قضاعة: سعد هذيم، وجهينة، ونهد.
1. بنو جهينة بن زيد بن ليث بن سود بن أسلم بن الحافي بن قضاعة: وولد جهينة بن زيد: قيس، ومودعة. فولد قيس بن جهينة: غطفان وغيان الذين غير النبي محمد اسمهم إلى رشدان
2. بنو نهد بن زيد بن ليث بن سود بن أسلم بن الحافي بن قضاعة: وولد نهد: مالك، وصباح، وحزيمة، وزيد، ومعاوية، وكعب، وأبو سودة، يسكنون بقرب نجران، وعامر، وعمرو، وحنظلة حاكم العرب، والطول، ومرة، وخزيمة، وأبان: هؤلاء كلهم سكنوا الشام؛، برية. فعامر بن نهد دخلوا في بني عليم من كلب وعمرو بن نهد دخل في بني عدي بن جناب من كلب، وأبان بن نهد دخل في بني تغلب؛ والشرف من بني نهد في بني زوى ورفاعة ابني مالك بن نهد؛
3. بنو سعد هذيم بن زيد بن ليث بن سود بن أسلم بن الحافي بن قضاعة: وولد سعد هذيم بن زيد: عذرة بن سعد هذيم وإليهم ينسب الحب العذري؛ وضنة بن سعد هذيم؛ والحارث، بطن في عذرة، وسلامان في الشام بطن في عذرة؛ ومعاوية ووائل، بطنان في عذرة؛ وصعب. آخر من بقي من بني صعب بن سعد هذيم رجل مات فورثه رجل من بني ضنة بالقعدد. وولد الحارث بن سعد هذيم: ذبيان، وعبد مناف، وأسيد. وولد عذرة بن سعد هذيم: عامر، بطن؛ وكبير بن عذرة، بطن؛ ورفاعة بن عذرة، يقال إنهم دخلوا في بني يشكر. ومنهم: بنو رزاح «بن ربيعة» بن حرام بن ضنة بن عبد بن كبير بن عذرة، ورزاح هذا هو أخو قصي بن كلاب لأمه، وهو الذي نصر قصي بن كلاب على بني بكر بن عبد مناة من قبيلة كنانة؛ وهو الذي أخرج بني نهد، وبني جرم، وبني حوتكة من بلاد قضاعة؛ وهو الذي أخرج أيضاً بني عمه رفاعة بن عذرة من جملة بلاد بني عذرة؛ وبنو حن بن ربيعة أخي رزاح بن ربيعة لأبيه وأمه، وهما قبيلا عذرة.[9]

### بنو عمران بن الحافي بن قضاعة
ولد عمران بن الحافي: حلوان بن عمران: أمه ضرية بنت ربيعة بن نزار بن معد؛ وإليها ينسب حمى ضرية، المذكور في الأشعار.
فولد حلوان بن عمران بن الحافي بن قضاعة: تغلب؛ وربان، وهو علاف، وإليه ينسب الرحال العلافية؛ ومراج، بطن باليمن؛ وعمرو، وهو سليح؛ وعايد؛ وعايدة، دخلا في غسان؛ وتزيد، دخلوا في تنوخ.
1. بنو سليح وهو عمرو بن حلوان بن عمران بن الحافي بن قضاعة منهم: حماطة، وهو ضجعم بن سعد بن سليح بن حلوان، وكان الضجاعمة ملوكاً بالشام قبل غسان.
2. بنو ربان وهو علاف بن حلوان بن عمران بن الحافي بن قضاعة وولد ربان بن حلوان: جرم، قبيلة؛ وعوف، بطن. فولد جرم جد قبيلة جرم: قدامة؛ وملكان؛ وناجية؛ وجدة، ولدته أمه بجدة؛ فسمته جدة. وكانت جرم جنوب نجد ولها ينسب: عقيق بني جرم، الذي يسمى اليوم: وادي الدواسر.
3. بنو تغلب بن حلوان بن عمران بن الحافي بن قضاعة: وولد تغلب: وبرة، فولد وبرة بن تغلب: أسد، والنمر، وكلب، قبائل ضخمة؛ والبرك، والثعلب، بطنان ضخمان؛ والذئب، دخل بنوه في بني عبيد بن عامر بن كلب؛ والفهد، والضبع، والدب، والسيد، والسرحان، درجوا كلهم. وقبائل تغلب:
  1. بنو البرك بن وبرة بن تغلب بن حلوان بن عمران بن الحافي بن قضاعة
  2. بنو الثعلب بن وبرة بن تغلب بن حلوان بن عمران بن الحافي بن قضاعة وعدداهم في كلب.
  3. بنو خشين بن النمر بن وبرة بن تغلب بن حلوان بن عمران بن الحافي بن قضاعة.
  4. بنو تنوخ بن قيم بن النمر بن وبرة بن تغلب بن حلوان بن عمران بن الحافي بن قضاعة. وهم أحد من كون مملكة تنوخ، وإليهم تنسب.
  5. بنو أسد بن وبرة بن تغلب بن حلوان بن عمران بن الحافي بن قضاعة وولد أسد بن وبرة: تيم الله، وشيع الله. فولد تيم الله بن أسد: فهم، وولد فهم مالك وبنو مالك بن فهم بن تيم الله بن أسد بن وبرة من تنوخ؛ وقشم، وهم بالجزيرة الفراتية، حلفاء لبني تغلب. وأما شيع الله بن أسد بن وبرة، فإنه ولد جسر. فولد جسر: النعمان، حضنه عبد له يقال له القين؛ فغلب عليه، فهم بنو القين بن جسر.
  6. بنو كلب بن وبرة بن تغلب بن حلوان بن عمران بن الحافي بن قضاعة: ومن بطون كلب: بنو عامر بن عوف بن بكر بن عوف بن عذرة بن زيد اللات بن رفيدة بن ثور بن كلب بن وبرة، بطن عظيم؛ وعامر هذا هو أخو عامر بن صعصعة لأمه: أمهما؛ عمرة بنت عامر بن الظرب العدواني، ولدت عامر بن صعصعة على رمل، وولدت عامر بن عوف عند أصل جبل؛ فأخبرها الكاهن بأنه سيعظم أمرهما وعددهما؛ ومنهم حب رسول الله - صلى الله عليه وسلم - أسامة بن زيد بن حارثة بن شراحيل بن عبد العزى بن عامر بن النعمان بن عامر بن عبد ود بن عوف بن كنانة بن عوف بن عذرة بن زيد اللات بن رفيدة بن ثور بن كلب بن وبرة. وكانوا ينزلون في الجاهلية دومة الجندل، وتبوك من أطراف الشام. وجاء الإسلام والملك عليهم الأُكيدر. وأكيدر هذا هو الذي كتب إليه النبي بعد إسلامه.[9]

## بلاد قضاعة
كانت قضاعة أول أمرها في تهامة، وكان حزيمة بن نهد بن زيد بن ليث بن سود أسلم بن الحاف بن قضاعة، يعشق فاطمة بنت يذكر بن عنزة بن أسد بن ربيعة بن نزار بن معد، وكان اجتماعهم في محلة واحدة، وتفرقهم النجع فيظعنون، فقال حزيمة:
فبلغ شعره ربيعة، فرصدوه، حتى أخذوه فضربوه، ثم التقى حزيمة ويذكر، وهما ينتحيان القرض، فوثب حزيمة على يذكر، فقتلة، وفيه تقول العرب: «حتى يئوب قارظ عنزة». وقال بشير بن أبي خازم الأسدي:
وقال أبو ذؤيب الهذلي:
فلما فقد يذكر قيل لحزيمة أين يذكر؟ قال: فارقني، فلست أدري أين سلك. فاتهمه ربيعة، وكان بينهم وبين قضاعة فيه شر، ولم يتحقق أمر فيؤخذ به حتى قال حزيمة:
فاجتمعت نزار بن معد، وأجتمعت قضاعة بن معد، فاقتتل الفريقان، فقهرت قضاعة وأجلوا عن منازلهم في تهامة، وظعنوا منجدين، فقال عامر بن الظرب العدواني في ذلك:
فسارت تيم اللات بن أسد بن وبرة بن تغلب بن حلوان بن عمران بن الحاف بن قضاعة، وفرقة من بني رفيدة بن ثور بن كلب بن وبرة، مع فرقة من الاشعريين نحو البحرين، حتى وردوا هجر، وبها يومئذ قوم من النبط، فأجلوهم، فقال في ذلك مالك بن زهير بن عمرو بن فهم بن تيم اللات بن أسد أبن وبرة بن حلوان:
فلما نزلوا بهجر قالوا للزرقاء بنت زهير، وكانت كاهنة: ما تقولين يا زرقاء؟ قالت: سعف وإهان، وتمر وألبان، خير من الهوان. ثم أنشأت تقول:
قالوا: فما ترين يا زرقاء؟ قالت: مقام وتنوخ، ما ولد مولود وانقفت فروخ، إلى أن يجيء غراب أبقع، أصمع أنزع، عليه خلخالا ذهب، فطار فالهب، ونعق فنعب، يقع على النخلة السحوق، بين الدور والطريق، فيسيروا على وتيرة، ثم الحيرة الحيرة. فسميت تلك القبائل تنوخ لقول الزرقاء: مقام وتنوخ. ولحق بهم قوم من الازد، فصاروا إلى الآن في تنوخ، ولحق سائر قضاعة موت ذريع.
وخرجت فرقة من فرقة من بني حلوان بن عمران، يقال لهم بنو تزيد بن حلوان بن عمران بن الحاف بن قضاعة، ورئيسهم عمرو بن مالك التزيدي، فنزلوا عبقر من أرض الجزيرة، فنسج نسائهم الصوف وعملوا منه الزرابي، فهي التي يقال لها العبقرية، وعملوا البرود، وهي التي يقال لها التزيديه، وأغارت عليهم الترك، فاصابتهم، وسبت منهم، فذلك قول عمرو بن مالك بن زهير:
وأقبل الحارث بن قراد البهراني ليعيث في بني حلوان، فعرض له اباغ بن سليح، صاحب عين أباغ، فاقتتلا، فقتل أباغ. ومضت بهراء حتى لحقوا بالترك، فهزموهم، واستنفذوا ما بايديهم من بني تزيد، فقال الحارث أبن قراد في ذلك «وقال أبن شبه: القائل هو جدى بن الدهاء بن عشم ابن حلوان، وقال الهمداني: هو جدى بن مالك أحد بني عشم»:
وسارت سليح بن عمرو بن الحاف بن قضاعة يقودها الحدرجان بن سلمة، حتى نزلوا ناحية فلسطين، على بني أذينة بن السميدع، من عاملة. وسارت أسلم بن الحاف «وهي عذرة، ونهد، وحوتكة، وجهينة، والحارث بن سعد» حتى نزلوا من الحجر إلى واد القرى. ونزلت تنوخ بالبحرين سنتين. ثم أقبل غراب في رجليه حلقتا ذهب. فسقط على نخلة وهم في مجلسهم، فنعق نعقات ثم طار، فذكروا قول الزقاء فارتحلوا حتى نزلوا الحيرة، فأول من أختطها هم، ورئيسهم يومئذ مالك بن زهير، واجتمع إليهم لما اتخذوا بها منازل، ناس كثير من سواقط القرى، فاقاموا بها زمانا، ثم اغار عليهم سابور الأكبر «ذو الأكتاف»، فقاتلوه، وكان شعارهم يومئذ: «يا لعباد الله» فسموا العباد، وهزمهم سابور، فسار معظمهم ومن فيه نهوض، إلى الحضر من الجزيرة، يقودهم الضيزن بن معاوية التنوخي، فمضى حتى نزلوا الحضر، وهو بناء بناه الساطرون الجرمقاني، فاقاموا به «مع الزباء، فكانوا رجالها وولاة أمرها، فلما قتلها عمرو بن عدى استولو على الملك، حتى غلبتهم غسان». وأغارت حمير على بقية قضاعة، فخيروهم بين أن يقيموا على خراج يدفعونه إليهم، أو يخرجوا «عنهم»، فخرجوا، وهم كلب وجرم والعلاف بنو ربان، فلحقوا بالشام، فأغارت عليهم قبيلة كنانة بعد ذلك بدهر، فقتلوا منهم مقتلة عظيمة، فانهزموا ولحقوا بالسماوة.
ثم ظعنت سعد هذيم ونهد أبنا زيد بن سود بن أسلم بن الحاف بن قضاعة من غور تهامة إلى نجد، فمالت كلب بن وبرة بن تغلب بن حلوان بن عمران، إلى حضن والسي وما صاقبها من البلاد، غير شكم اللات بن رفيدة بن ثور بن كلب، فإنهم انضموا إلى نهد بن زيد اللات بن أسد بن وبرة بن تغلب بن حلوان بن عمران إلى البحرين، وتنخوا بها معهم، ولحقت عصيمة بن اللبوة بن أمرئ بن قتيبة بن النمر أبن وبرة بن تغلب بكلب، فانضموا إليهم، ولحقت بهم قبائل من جرم بن ربان بن حلوان بن عمران، وثبتوا معهم بحضن، فاقاموا هنالك، ثم افترقت قضاعة فرقا أربعا، فسار ضجعم بن حماطة بن عوف بن سعد بن سليمح بن حلوان بن عمران أبن الحاف بن قضاعة، إلى أطراف الشام ومشارفها، وملك العرب يومئذ ظرب أبن حسان بن أذينة بن السميدع بن هوبر العمليقي، فانظموا إليه، وصاروا معه، فانزلهم منازل الشام، من البلقاء إلى حوارين إلى الزيتون، فلم يزالوا مع ملوك العماليق، يغزون معهم المغازي، ويصيبون معهم المغانم، حتى صاروا مع الزباء بنت عمرو بن ظرب بن حسان المذكور، فكانوا فرسانها وولاة أمرها، فلما قتلها عمرو بن عدى بن نصر اللخمي، أستولو على الملك بعدها، فلم يزالوا ملوكا حتى غلبتهم غسان على الملك، وسليح وتلك القبائل في منازلهم التي كانوا ينزلونها إلى اليوم.
وسار عمرو بن مالك التزيدي في تزيد وعشم ابني حلوان بن عمران وجماعة من علاف، وهو ربان بن حلوان، وهم عوف بن ربان، وبنو جرم بن ربان، إلى اطراف الجزيرة، ثم خالطوا قراها وعمرانها، وكثروا بها، وكانت بينهم وبين الاعاجم هناك وقعة، فهزموا الاعاجم، وأصابوا فيهم، فلم يزالوا بناحية الجزيرة حتى أغار عليهم سابور ذو الاكتاف، فافتتحهها، وقتل بها جماعة من تزيد وعشم وعلاف، وبقيت منهم بقية لحقت بالشام.
وسارت بلى وبهراء وخولان، بنو عمرو بن الحاف بن قضاعة، ومهرة بن حيدان ومن لحق بهم، إلى بلاد اليمن، فوغلوا فيها، حتى نزلوا مأرب: أرض سبأ، بعد أفتراق الازد منها، وأقاموا بها زمانا، ثم أنزلوا عبدا لاراشة بن عامر ابن عبيلة بن قسميل بن فران بن بلى، يقال له أشعب، في بئر بمأرب، وأدلوا عليه دلاءهم فطفق الغلام يملا لمواليه ويؤثرهم، ويبطئ عن زيد اللات بن عامر بن عبيلة، فغضب، فحط علية صخرة وقال: دونك يا أشعب، فدمغته، فاقتتل القوم، ثم تفرقوا. ولحق عامر بن زيد اللات بن عامر بن عبيلة بسعد العشيرة. وانصرفت جماعة من تلك القبائل راجعين إلى بلادهم من تهامة والحجاز، فقدموها، وتفرقوا فيها، فنزل ضبيعة بن حرام بن حعل بن عمرو بن جشم بن ودم بن ذبيان بن هميم بن ذهل بن هنى بن بلى، في ولده واهله، بين أمج وعروان، وهما واديان يأخذان من حرة بني سليم ويفرغان في البحر، ولهم أنعم واموال، ولضيعة إبل يقال لها الدجحان سود. قال: فطرقهم السيل وهم نيام، فذهب بضبيعة وابله، فقالت بائحته: سال الوديان، امج وعروان، فذهبت بضبيعة بن حرام وإبله الدجحان. وتحول ولد ضبيعة ومن كان معهم من قومم إلى المدينة وأطرافها، وهم سلمه بن حارثة بن ضبيعة، وواثله بن حارثة، والعجلان بن حارثة، فنزلوا المدينة وهم حلفاء الأنصار، ثم أستوبئوها، فتحولوا إلى الجندل والسقيا والرحبة. ونزل بنو أنيف بن جشم بن تميم بن عوذ مناة بن ناج بن تيم بن إراشة بن عامر بن عبيلة: قباء، وهم رهط طلحة بن البراء الانصاري. ونزل بنو غصينة، وهم سواد بن مرى ابن إراشة، وهم رهط المجذر بن ذياد البدري: المدينة. ونزل المدينة أيضا بنو عبيد ابن عمرو بن كلاب بن دهمان بن غنم بن ذهل بن هميم، المذكور قبل، وأقام بمعدن سليم فران بن بلى، في طائفة من بني سليم، وهم الذين يقال لهم القيون، ويزعمون أن اصلهم من بلى، مع اناس وجدهم هناك من العاربة الأولى، من بني فاران بن عمرو بن عمليق. وخاصم رجل منهم يقال له عقيل بن فضيل بني الشريد في معدن فاران زمن عمرو بن الخطاب رضي الله عنه، فقال في ذلك خفاف بن عمير السلمي:
فقال عقيل بن فضيل وهو يتقرب إلى بلى وينتسب إليهم:
ونزلت قبائل من بلى أرضا يقال لها شغب وبدا، وهي فيما بين تيماء والمدينة، فلم يزالوا بها حتى وقعت الحرب بين بني حشنة بن عكارمة بن عوف ابن جثم بن ودم بن ابن هميم بن ذهل بن هني بن بلى، وبين الربعة ولد سعد بن هميم بن ذهل بن هني ابن بلى. وأقام بطون حشنة بن عكارمة بتيماء، وقال حاجز الازدي، في الحرب التي كانت بين الازد ومذحج وأحلافها، وهو يعني نهد بن زيد، وقد ضم إليهم جرم بن ربان بن حلوان بن عمران بن الحاف بن قضاعة، وكانت نهد وجرم حلفاء بتلك البلاد ومتجاورين، وكانت جرم قد أصحرت، فاقامت بنجد:
فأقامت جهينة ونهد وسعد بصحار في نجد زمانا، فكثروا وتلاحق أولاد أولادهم، حتى وثب حزيمة بن نهد وكان مشئوما فاتكا جريئا، على الحارث وعرابة ابني سعد بن زيد، فقتلهما، فقال في ذلك نهد أبوه:
وأوصى نهد بنيه حين حضرته الوفاة فقال: «أوصيكم بالناس شرا، ضربا أزا وطعنا وخزا، كلموهم نزرا، وانظروهم شزرا، واطعنوهم دسرا، أقصروا الاعنة، وطرروا الاسنة، وارعوا الغيث حيث كان».
وكان حنظلة بن نهد من أشراف العرب، وكان له منزلة بعكاظ في مواسم العرب، وهو صاحب فتاحة تهامة، وهو حكمهم الذي يحكم بينهم، ولذلك يقول قائلهم:
فلما قتل حزيمة أبني سعد بن زيد، تدابر القوم وتقاتلوا، وتفرقوا إلى البلاد التي صاروا إليها.
وسارت جهينة بن زيد بن ليث بن أسلم بن الحاف أبن قضاعة إلى جبالهم عند ماء مشجر، وهو بناحية فرش ملل، من مكة على سبع أو نحوها، ومن المدينة على ليلة، إلى جانب مثعر. وكانت بقايا من جذام، سكان أرض بتلك البلاد، يقال لها يندد، فأجلتهم عنها جهينة، وبها نخل وماء، فنزلت جهينة تلك البلاد، وتلاقت قبائلهم وفضائلهم، فصارت نحو من عشرين بطنا، وتفرقت قبائل جهينة في تلك الجبال، وهي الأشعر والاجرد وقدس وآرة ورضوى وصندد، وانتشروا في أوديتها وشعابها وعراصها، وفيها العيون، والنخل، والزيتون، والبان، والياسمين، والعسل، وضرب من الأشجار والنبات، وأسهلوا إلى بطن إضم وأعراضه، وهو واد عظيم، تدفع فيه أودية، ويفرع في البحر ونزلوا ذا خشب، ويندد، والحاضرة، ولقفا، والفيض، وبواط، والمصلى وبدرا، وجفاف، وودان، وينبع، والحوراء، ونزلوا ما أقبل من العرج والخبتين والرويثة والروحاء، ثم استطالوا على الساحل، وامتدوا في تهامة وغيرها، حتى لقوا بليا وجذام بناحية حقل من ساحل تيماء، وجاورهم في منازلهم على الساحل قبائل من كنانة. ونزلت طوائف من جهينة بذى المروة وما يليها إلى لفيف، فلم تزل جهينة بمنازلها حتى جاورتهم بها أشجع بن ريث بن غطفان بن سعد بن قيس بن عيلان، ثم نزلتها معهم قبيلة مزينة بن أد بن طابخة بن الياس بن مضر، فتجاورت هذه القبائل في هذه البلاد، وتنافسوا فيها. ثم ظعنت سعد هذيم ونهد، ابنا زيد بن ليث بن أسلم بن الحاف بن قضاعة، فنزلوا وادي القرى والحجر والجناب، وما والاهن من البلاد، ولحقت بهم حوتكة بنت سود بن أسلم بن الحاف بن قضاعة، وفصائل من قدامة بن جرم بن الربان، وهو علاف بن حلوان بن عمران بن الحاف بن قضاعة، وبنو ملكان بن جرم. فنزلت هذه القبائل تلك البلاد، فلم يزالوا بها حتى كثروا وانتشروا، فوقعت بينهم حرب، وكان العدد والقوة والعز والثروة في قبائل سعد بن زيد، فأخرجوا نهدا وحوتكة وبطون جرم منها، ونفوذهم عنها، ورئيس بني سعد يومئذ رزاح بن ربيعة بن حرام بن ضنة بن عبد بن كبير بن سعد بن زيد، وهو أخو قصي بن كلاب لامه، ولم تجتمع قضاعة على أحد غيرة وغير زهير بن جناب الكلبي، فقال زهير لما بلغة الذي كان من امرهم، وإخراج رزاح قومه تلك القبائل من تلك البلاد، كراهة لذلك وعرف ما في تفرقهم من القلة والوهن، وساءه ذلك:
فظعنت نهد وحوتكة وجرم من تلك البلاد، وافترقت منها فصائل في العرب، فلحقت بنو أبان وبنو نهد بقبيلة تغلب بن وائل، فيقال إن قوم الهذيل بن هبيرة التغلبي من قبيلة نهد.
وسارت حوتكة بعد إلى مصر، وأقام منهم أناس مع بلى، واناس مع بني حميس من جهينة، وأناس أيضا في بني لاي من بني عذرة، ويقال إن الذين بمصر عامتهم أنباط.
وسارت قبائل جرم ونهد إلى بلاد اليمن: مالك، وحزيمة، وصباح، وزيد، ومعاوية، وكعب وأبو سود، بنو نهد، فجاوروا مذجح في منازلهم من نجران وتثليث وما والاها، فنزلوا منها أرضا تلي السراة، يقال لها أديم وأمرهم يومئذ جميع، وكلمتهم واحدة، وغلبوا على بعض تلك البلاد، وناكرتهم طوائف من قبائل مذحج، وطمعوا فيهم، فقال عبد الله بن دهثم النهدي في ذلك:

وقال عمرو بن معديكرب الزبيدي:
ونزلت خثعم السراة قبل نهد. فكثرت بطون جرم ونهد بها وفصائلهم، فتلاحقوا، فاقتتلوا وتفرقوا، وتشتت أمرهم، ووقع الشر بينهم، وفي ذلك يقول أبو ليلى النهدي، وهو خالد بن الصقعب:
فلحقت نهد بن زيد ببني الحارث بن كعب من مذحج، فحالفوهم وجامعوهم، ولحقت جرم بن ربان ببني زبيد من مذحج، فحالفوهم وصاروا معهم، فنسبت كل قبيلة مع حلفائها، يغزون معهم، ويحاربون من يحاربهم، حتى تحاربت بنو الحارث وبنو زبيد، في الحرب التي كانت بينهم، فالتقوا وعلى بني الحارث عبد الله بن عبد المدان، وعلى بني زبيد عمرو بن معديكرب الزبيدي، فتعبى القوم، فعبيت جرم لنهد، وتواقع الفريقان، فاقتتلوا، فكانت الدبرة يومئذ على بني زبيد، وفرت جرم من حلفائها من زبيد، فقال عمرو بن معديكرب في ذلك، وهو يذكر جرما وفرارها عن زبيد:
فلحقت جرم بنهد، وحالفوا في بني الحارث بن كعب، وصاروا يغزون معهم إذا غزوا ويقاتلون معهم من قاتلوا.
وقال خالد بن الصقعب النهدي فيما كان بين نهد وجرم:
فلم تزل جرم ونهد بتلك البلاد وهي على ذلك الحلف، حتى أظهر الله الإسلام، ومن هناك هاجر من هاجر منهم، وبها بقيتم.
وأقامت قبائل سعد هذيم بن زيد بن ليث بن السود بن أسلم بن الحاف بن قضاعة، بمنازلها من وادي القرى والحجر والجناب وما والاها من البلاد، فانتشروا فيها، وكثروا بها، وتفرقوا أفخاذا وقبائل. قال وكان أهل وادي القرى وما والاها اليهود يومئذ، كانوا نزلوها قبلهم على آثار من آثار ثمود والقرون الماضية، فاستخرجوا كعظائمها، وأساحوا عيونها وغرسوا نخلها وجنانها، فعقدوا بينهم حلفا وعقدا، وكان لهم فيها على اليهود طعمه واكل في كل عام، ومنعوها لهم من العرب، ودفعوا عنها قبائل بلى أبن عمرو ابن الحاف بن قضاعة، وغيرهم من القبائل.
وقد كان النعمان بن الحارث الغساني أراد أن يغزو وادي القرى وأهله، وأجع على ذلك، فلقيه نابغة بني ذبيان، واسمه زياد بن معاوية، فأخبره خبرهم، وحذره إياهم، ليصده عنهم، وذكر بأسهم وشدتهم ومنعهم بلادهم، ودفعهم عنها من أرادها، وقال في ذلك:
فلم يزالوا على ذلك، قد منعوا تلك البلاد، وجاوروا اليهود فيها، حتى قدم وفدهم على رسول الله صلى الله عليه وسلم: جمرة بن النعمان بن هوذة العذري فجعل له رمية سوطه، وحضر فرسه، من وادي القرى، وجعل لبني عريض من اليهود تلك الأطعمة التي ذكرنا في كل عام، من ثمار الوادي، وكان بنو عريض أهدوا إلى النبي صلى الله عليه وسلم خزيرا أو هريسة وامتدحوه، فطعمه بني عريض جارية إلى اليوم، ولم يجلوا فيمن أجلى من اليهود.
وكانت كلب بن وبرة بن تغلب بن حلوان بن عمران بن الحاف بن قضاعة، وجرم بن ربان، وعصيمة بن اللبو بن أمرئ مناة بن فتية بن النمر بن وبرة بن تغلب بن حلوان، بمنازلها من حصن، وما والاها من ظواهر أرض نجد، ينتجعون البلاد، وتبعون مواقع القطر، حتى أنتشرت قبائل بني نزار بن معد وكثرت، وخرجت من تهامة إلى ما يليها من نجد والحجاز، فأزالوهم عن منازلهم، ورحلوا عنها، ونافسوهم فيها، فتفرقوا عنها فظعنت جرم بن ربان عن مساكنهم، من حضن وما قاربه، فتوجهت طائفة منهم إلى ناحية تيماء ووادي القرى، مع بني نهد بن زيد، وحوتكة بن سود بن أسلم، فصاروا أهلها وسكانها، فلم يزالوا بها حتى وقعت بينهم وبين قبائل سعد هذيم ابن زيد حرب، فأخرهم بنو سعد منها، فلحقوا ببلاد اليمن.
وسارت ناحية بن جرم، وراسب بن الخزرج بن جدة بن جرم، وقدامة بن جرم، وملكان بن جرم، متوجهين إلى عمان، فمروا باليمامة، فاقامت طائفة منهم بها، ومضت جماعتهم حتى قدموا عمان، فجاوروا الازد بها، وأقاموا معهم، وصاروا من اتلاد عمان، الذين فيها، ويقال ان سامة بن لؤي بن غالب القرشي، خرج من الحرم، فنزل عمان، وبها تزوج أمرأته الجرمية، التي منها ولده، وهي ناجية بنت جرم، فصاروا بنو سامة بن لؤي بعمان حيا شديدا، ولهم منعة وثروة، يقال لهم بنو ناجية.
ولحق بهم فيما يقال، بنو فدى بن سعد بن الحارث بن سامة ابن لؤي، فانتسبوا إليهم. ثم لحق باليحمد بن حمى بن عثمان بن نصر بن زهران من الازد. وقال عدي بن وقاع العقوي الأزدي في شأن جرم ونزولهم عمان، ووقعة كانت هنالك بينهم:
وانحازت كلب من منازلها التي كانوا بها، من حضن وما والاه، إلى ناحية الربدة وما خالفها، إلى جبل طمية. فوقعت بين قبائل كلب حرب، فاقتتلوا، فكانت عامر بن عوف بن بكر بن عوف بن عذرة، وعبد الله بن كنانة بن بكر بن عوف وأحلافهم، يدا على بني كنانة وأحلافها، فظهرت بنو كنانة على هاتين العمارتين: بني عامر وبني عبد الله. وفي ذلك اليوم تحافت أحلاف كلب كلها، فتفرقت كلب كلها، وتباينت في ديارها ومنازلها.
فظعنت قبائل من بني عامر بن عوف بن بكر إلى أطراف الشام وناحية تيماء، فيمن لحق بهم وكان معهم. وليست لعامر بادية.
ونزلت كلب ومن حالفهم وصار معهم من قبائل كلب، بخبت دومة، إلى ناحية بلاد طيء، من الجبلين وحيزهما، إلى طريق تيماء، وبدومة غلبهم بنو عليم بن جناب، فقال أوس بن حارثة بن أوس الكلبي، جاهلي، في الحرب التي كانت بينهم:

## الفحوصات الجينية

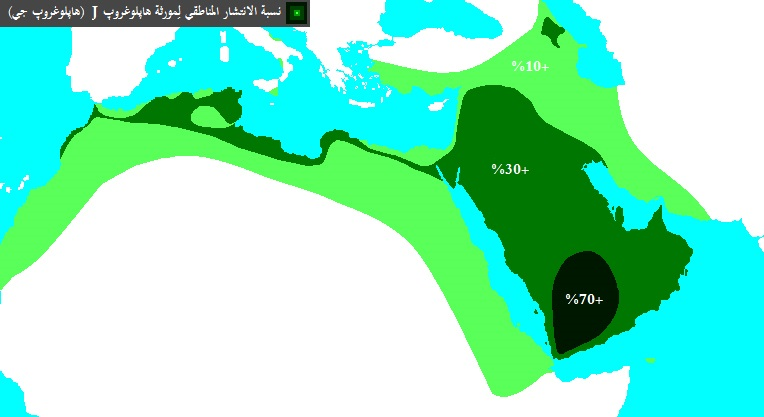
مورثة J-M267 تنتشر في اليمن بنسبة 72%

وأغلب القبائل المنسوبة لقضاعة بن حمير بن سبأ يحملون مورثة J-M267 السائدة في اليمن أما بالنسبة للتحورات الفرعية، تبين أن قبائل جهينة ونهد اجتمعوا في التحور J-l222 واجتمع معهم بعض قبائل حضرموت وبعض قبائل عتيبة ومطير، وتبين حسب الفحص الجيني أن قبيلة الحويطات تشترك مع قبيلة بلي في التحور 	J-ZS1574